# Oberea tatsienlui
Oberea tatsienlui là một loài bọ cánh cứng trong họ Cerambycidae.